# 20th Century Hits
20th Century Hits är ett remixalbum av Boney M. som producerades av BMG 1999. Albumet innehåller remixversioner på Boney M:s hitlåtar från 1970-talet som Daddy Cool, Ma Baker, Hooray! Hooray! It's a Holi-Holiday och Sunny.